# Rudolf Karl
Rudolf Karl (* 6. Juli 1903 in Regensburg; † 1. Juni 1964 ebenda) war in der NS-Zeit stellvertretender Direktor der Heil- und Pflegeanstalt Karthaus-Prüll, insbesondere war er Leiter einer der Hungerstationen, welche der damalige Direktor Paul Reiß hatte einrichten lassen.

## Leben
Karl war nach seinem Medizinstudium von 1934 bis 1935 Medizinalpraktikant an der Heil- und Pflegeanstalt in Regensburg, dann arbeitete er an der Universitätsklinik München (1935). Die Approbation erwarb er 1935, seine Promotion 1938. 1939 legte er die Prüfung für den ärztlichen Staatsdienst ab, wurde danach Vertragsarzt und ab 1. November 1939 Oberarzt in Regensburg. Karl war verheiratet mit Theresia Karl geb. Holz, der Ehe entstammten fünf Kinder.

## Verhalten in der Zeit des Nationalsozialismus
Zum 1. Mai 1935 trat er der NSDAP bei (Mitgliedsnummer 3.620.273). Von 1936 bis 1937 war er politischer Leiter (Blockleiter) im Rassenpolitischen Amt der NSDAP, er gehörte der NS-Volkswohlfahrt seit dem 1. Februar 1937 an (Mitgliedsnummer 7.006.409). Karl wurde vom 26. August 1939 bis zum 1. Mai 1941 zum Militärdienst einberufen. Am 27. Mai 1944 wurde er UK-gestellt. Er leitete in Karthaus-Prüll eine der Hungerstationen, auf denen durch systematische Nahrungsreduktion die Tötung von Patienten herbeigeführt wurde. Auch der Abtransport der Patienten und Patientinnen in die NS-Tötungsanstalt Hartheim konnte ihm nicht verborgen geblieben sein.

## Aufarbeitung nach der Zeit des Nationalsozialismus
Karl wurde nach der Amtsenthebung von Reiß am 25. Juli 1945 zum kommissarischen Direktor von Karthaus-Prüll eingesetzt. Ein Schreiben der Militärregierung von 25. Februar 1947 deutet darauf hin, dass auch er seines Amtes enthoben wurde, er hat dieses aber dennoch ausgeübt. Nach dem Entscheid der Spruchkammer wurde er im Rahmen der Entnazifizierung als Mitläufer eingestuft. Ab dem 15. März 1947 erhielt Karl wegen des großen Ärztemangels eine „einstweilige widerrufliche Beschäftigungsgenehmigung“. Da in der Folge ein politisch unbelasteter Arzt nicht gefunden werden konnte, wurde diese Ausnahmegenehmigung mehrfach verlängert. Zwischen Mai bis August 1948 konnte Karl seine Tätigkeit als kommissarischer Direktor regulär fortsetzen, bis er am 1. Oktober 1948 von dem neuen Direktor Georg Bischof abgelöst wurde. Ab 14. November 1961 wurde Karl dann endgültig Direktor von Karthaus-Prüll.
Karl starb 1964 vor dem Erreichen der Altersgrenze.